# Akiwa Moissejewitsch Jaglom
Akiwa Moissejewitsch Jaglom, englisch Akiva Yaglom (russisch Акива Моисеевич Яглом; * 6. März 1921 in Charkiw, Ukraine; † 12. Dezember 2007 in Boston) war ein russischer Mathematiker und Physiker.

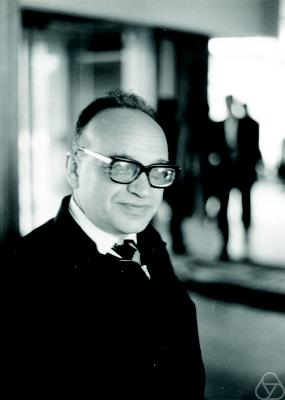
Akiwa Jaglom 1976 in Leningrad

Jaglom zog 1926 mit der Familie nach Moskau, wo er mit seinem Bruder schon als Schüler Mathematikpreise gewann und ab 1938 an der Lomonossow-Universität Mathematik und Physik studierte und sein Diplom 1942 an der Universität Swerdlowsk ablegte. 1946 wurde er am Steklow-Institut für Mathematik bei Andrei Kolmogorow promoviert (Über die statistische Reversibilität Brownscher Bewegung). 1955 habilitierte er sich mit einer Arbeit über die Anwendung stochastischer Prozesse in der Turbulenz-Theorie bei Kolmogorow (russischer Doktor). Er arbeitete danach (nachdem er ein Angebot von Igor Tamm abgelehnt hatte, an physikalischen Problemen von Kernwaffen zu arbeiten) am Institut für atmosphärische Physik der Russischen Akademie der Wissenschaften und war Professor in der Abteilung Wahrscheinlichkeitstheorie der Lomonossow-Universität. 1992 siedelte er in die USA über, wo er am MIT arbeitete.
Jaglom beschäftigte sich mit stationären Zufallsprozessen. Er ist mit Andrei Kolmogorow einer der Begründer der statistischen Theorie der (homogenen) Turbulenz in Russland (unabhängig in Deutschland von Werner Heisenberg und Carl Friedrich von Weizsäcker untersucht).
1988 erhielt er den Otto-Laporte-Preis der American Physical Society. 2008 erhielt er posthum die Lewis-Fry-Richardson-Medaille der European Geosciences Union.
Er ist der Zwillingsbruder des Mathematikers Isaak Jaglom, mit dem er das Buch Wahrscheinlichkeit und Information schrieb.

## Schriften
- mit Andrei Sergejewitsch Monin: Statistical fluid mechanics, MIT Press, 2 Bände, 1971
- Einführung in die Theorie der stationären Zufallsfunktionen, Berlin, Akademie Verlag 1959 (englisch: An introduction to the theory of stationary random functions, Prentice Hall 1962, Dover 2004)
- Correlation theory of stationary and correlated random functions, 2 Bände, Springer 1987